# Cajun Dart
O Cajun Dart, foi um foguete de sondagem desenvolvido para conduzir experimentos meteorológicos de baixo custo à altitudes de até 95 km. O veículo consistia de um foguete Cajun como primeiro estágio e o artefato aerodinâmico Dart, sem propulsão, como segundo.

## Origens
Em fevereiro de 1964 o "Aero-Astrodynamics Laboratory" do "George C. Marshall Space Flight Center", solicitou propostas para um foguete de sondagem para estudar os ventos à altitude de 70 a 90 km. O sistema escolhido entre os propostos, foi o de um foguete composto Cajun - Dart, com uma carga útil de características reflexivas aos radares. Os testes iniciais em voo, do foguete e da carga útil, e a montagem das unidades de produção foram conduzidos pela "Space Data Corporation".

## Operação
O motor do primeiro estágio funcionava por alguns segundos e encerrava a sua missão numa altitude relativamente baixa. Devido a alta velocidade repassada pelo primeiro estágio, o artefato Dart se separava e seguia em direção ao seu apogeu. Como o Dart possuia um alto coeficiente balístico e uma baixíssima perda de velocidade por arrasto, ele conseguia levar a carga útil a altitudes maiores.

## Carga Útil
A carga útil para medição de ventos horizontais em altitude que o Cajun Dart carregava, consistia de tiras plásticas aluminizadas para refletir nos radares. Essa carga era ejetada na altitude de apogeu, permitindo aos radares monitorar essa "chuva" metalizada, colhendo informações dos ventos horizontais em altitudes de 65 até 90 km de altitude. O volume disponível para esse tipo de carga no Dart era de 490 cm cúbicos. Outras cargas úteis menos comuns também foram lançadas usando o Cajun Dart, como esferas infláveis metalizadas.